# Serie A1 FIAF 1989
La Serie A1 FIAF 1989 è stato il massimo livello del campionato italiano di football americano disputato nel 1989. È stata organizzata dalla Federazione Italiana American Football.
Al campionato hanno preso parte 18 squadre, suddivise in 2 gironi.
È ricordato come uno dei momenti peggiori per il football in Italia con la defezione dei Saints Padova che rinunciarono a disputare la semifinale contro i Seamen dopo che il giudice sportivo sovvertì l'esito dell'incontro dei quarti di finale tra Seamen Milano e Gladiatori Roma, dando la vittoria a tavolino ai milanesi che avevano perso sul campo il match.
La motivazione della decisione del giudice sportivo fu l'utilizzo di maglie non regolamentari da parte dei Gladiatori a seguito del ricorso dei Seamen.
La decisione del giudice sportivo arrivò però troppo tardi, ovvero poco prima del Superbowl, al quale si erano già guadagnati l'accesso i Frogs Legnano (sui Chiefs Ravenna) ed i Saints Padova (sui Gladiatori Roma), che appunto si rifiutarono di rigiocare la semifinale e vennero pertanto puniti con la sconfitta a tavolino.
L'esito di questi fatti sfociò in una durissima contestazione durante tutto il Superbowl disputato a Parma, con l'intero stadio a sostenere i Frogs Legnano.

## Regular season

### Girone A
| Pos. | Squadra          | %V   | G  | V  | N | P  | PF  | PS  |
| ---- | ---------------- | ---- | -- | -- | - | -- | --- | --- |
| 1    | Seamen Milano    | .917 | 12 | 11 | 0 | 1  | 300 | 169 |
| 2    | Frogs Legnano    | .833 | 12 | 10 | 0 | 2  | 327 | 183 |
| 3    | Lions Bergamo    | .750 | 12 | 9  | 0 | 3  | 235 | 133 |
| 4    | Rhinos Milano    | .750 | 12 | 9  | 0 | 3  | 377 | 156 |
| 5    | Jets Bolzano     | .375 | 12 | 4  | 1 | 7  | 172 | 185 |
| 6    | Skorpions Varese | .333 | 12 | 4  | 0 | 8  | 219 | 254 |
| 7    | Giaguari Torino  | .208 | 12 | 2  | 1 | 9  | 112 | 275 |
| 8    | Lancieri Novara  | .167 | 12 | 2  | 0 | 10 | 166 | 414 |
| 9    | Muli Trieste     | .092 | 12 | 1  | 1 | 10 | 170 | 320 |

### Girone B
| Pos. | Squadra          | %V   | G  | V  | N | P  | PF  | PS  |
| ---- | ---------------- | ---- | -- | -- | - | -- | --- | --- |
| 1    | Chiefs Ravenna   | .917 | 12 | 11 | 0 | 1  | 259 | 89  |
| 2    | Saints Padova    | .750 | 12 | 9  | 0 | 3  | 297 | 158 |
| 3    | Warriors Bologna | .708 | 12 | 8  | 1 | 3  | 202 | 107 |
| 4    | Gladiatori Roma  | .583 | 12 | 7  | 0 | 5  | 356 | 276 |
| 5    | Doves Bologna    | .417 | 12 | 5  | 0 | 7  | 214 | 231 |
| 6    | Angels Pesaro    | .417 | 12 | 4  | 2 | 6  | 134 | 221 |
| 7    | Condor Grosseto  | .333 | 12 | 4  | 0 | 8  | 182 | 249 |
| 8    | Panthers Parma   | .333 | 12 | 4  | 0 | 8  | 150 | 252 |
| 9    | Towers Bologna   | .083 | 12 | 1  | 0 | 11 | 91  | 291 |

## Playoff
Accedono direttamente ai playoff le prime 3 squadre di ogni girone. Le quarte classificate disputano un turno preliminare (Wild card) contro le due migliori squadre di A2
|  | Wild Card | Wild Card           | Wild Card |  |    | Quarti di finale | Quarti di finale | Quarti di finale |                |               | Semifinali    | Semifinali | Semifinali |  |  | IX Superbowl italiano | IX Superbowl italiano | IX Superbowl italiano |
|  |           |                     |           |  |    |                  |                  |                  |                |               |               |            |            |  |  |                       |                       |                       |
|  |           |                     |           |  |    | 1B               | Chiefs Ravenna   | 14               |                |               |               |            |            |  |  |                       |                       |                       |
|  | 4A        | Rhinos Milano       | 39        |  |    | WC1              | Rhinos Milano    | 13               |                |               |               |            |            |  |  |                       |                       |                       |
|  | 4A        | Rhinos Milano       | 39        |  | 1B | WC1              | Rhinos Milano    | 13               | Chiefs Ravenna | 9             |               |            |            |  |  |                       |                       |                       |
|  | A2        | Phoenix San Lazzaro | 13        |  | 1B |                  |                  |                  |                | 9             |               |            |            |  |  |                       |                       |                       |
|  | A2        | Phoenix San Lazzaro | 13        |  | 2A | Frogs Legnano    | 31               |                  |                |               |               |            |            |  |  |                       |                       |                       |
|  |           |                     |           |  |    | Frogs Legnano    | 31               | 2A               | Frogs Legnano  | 40            |               |            |            |  |  |                       |                       |                       |
|  |           |                     |           |  |    |                  |                  | 2A               | Frogs Legnano  | 40            |               |            |            |  |  |                       |                       |                       |
|  |           |                     |           |  |    | 3B               | Warriors Bologna | 13               |                |               |               |            |            |  |  |                       |                       |                       |
|  |           |                     |           |  |    |                  |                  |                  |                |               |               |            |            |  |  | 2A                    | Frogs Legnano         | 39                    |
|  |           |                     |           |  |    |                  |                  | 1A               | Seamen Milano  | 33            |               |            |            |  |  |                       |                       |                       |
|  |           |                     |           |  |    | 2B               | Saints Padova    | 27               |                |               |               |            |            |  |  |                       |                       |                       |
|  |           |                     |           |  |    | 3A               | Lions Bergamo    | 24               |                |               |               |            |            |  |  |                       |                       |                       |
|  |           |                     |           |  |    | 3A               | Lions Bergamo    | 24               |                | 2B            | Saints Padova | 0          |            |  |  |                       |                       |                       |
|  | 4B        | Gladiatori Roma     | 29        |  |    |                  |                  |                  |                | 2B            | Saints Padova | 0          |            |  |  |                       |                       |                       |
|  | 4B        | Gladiatori Roma     | 29        |  | 1A | Seamen Milano    | 8                |                  |                |               |               |            |            |  |  |                       |                       |                       |
|  | A2        | Etruschi Livorno    | 7         |  | 1A | Seamen Milano    | 8                |                  | 1A             | Seamen Milano | 8             |            |            |  |  |                       |                       |                       |
|  | A2        | Etruschi Livorno    | 7         |  |    |                  |                  |                  | 1A             | Seamen Milano | 8             |            |            |  |  |                       |                       |                       |
|  |           |                     |           |  |    | WC2              | Gladiatori Roma  | 0                |                |               |               |            |            |  |  |                       |                       |                       |

### IX Superbowl
Il IX Superbowl italiano si è disputato sabato 8 luglio 1989 allo Stadio Ennio Tardini di Parma, ed ha visto i Frogs Legnano superare i Seamen Milano per 39 a 33.
Robert Frasco, quarterback dei Frogs è stato premiato il 9 luglio dall'On. Gianni De Michelis come MVP dell'incontro per il terzo anno consecutivo.
- Frogs Legnano campioni d'Italia 1989 e qualificati all'Eurobowl 1990.